# Sean Dhondt
Sean Dhondt (Sint-Niklaas, 13 februari 1984) is een Belgische muzikant en presentator. Hij werd bekend als zanger van de Belgische poppunkgroep Nailpin (2001-2009) en als videojockey bij de jongerenzenders TMF en JIM. Hij was zanger bij Manoeuvres (2014-2019) en hij presenteert op VTM en Qmusic.

## Muziek
Sean Dhondt startte in 2003 als drummer bij de punkband Nailpin. Hij werd in 2006 de nieuwe leadzanger van de groep na het vertrek van zijn voorganger Niko Van Driessche. Dat jaar bracht Nailpin een tweede album uit waarvan They Don't Know (voor het eerst opgenomen door Kirsty MacColl in 1979 en later, in 1983, een hit voor Tracey Ullman) het schopte tot een populaire single in de Vlaamse Ultratop 50. Na een derde album in 2008 en een tour in 2009, laste de band een pauze van onbepaalde duur in. Enkele jaren later werd duidelijk dat er geen plannen meer waren om Nailpin opnieuw op te starten.
De eerste jaren na Nailpin bleef het op muzikaal vlak relatief stil rond Dhondt, behalve sporadisch solowerk zoals het inzingen van het themalied van kinderzender vtmKzoom, het themalied van de jeugdreeks De 5e boog en de vocals voor de single Hold You van Dimaro. In 2014 kwam daarin verandering met de lancering van de groep Manoeuvres, waarvan hij wederom de leadzanger was.
In 2020 zat hij als zanger in het VTM-programma Liefde voor muziek.
In de zomer van speelde hij op verschillende festivals spelen met de 80's-rockcoverband "Topguns". Naast Dhondt als zanger, bestaat de band uit Anthony Vanderwee (drums), Pedro Gordts (piano/keyboard), John Miles jr (gitaar) en Victor Hidalgo (basgitaar). De band speelde uiteindelijk op 18 Parkies-festivals, van 3 juli (Knokke-Heist) tot 17 augustus (Roeselare).

## Televisie

### TMF
In 2005 werd Dhondt uitgenodigd voor een screentest bij jongerenzender TMF Vlaanderen, nadat hij met zijn toenmalige muziekgroep Nailpin te zien was geweest in het televisieprogramma MTV Road Rally. Hij werd er zodoende aangeworven als videojockey en presenteerde er onder meer de programma's Hitzone (een blik op de hitlijsten uit andere landen) en Most Played Top 20. Hij was er ook host van een aantal realityprogramma's, zoals Rok 'n Roll.
In 2009 nam hij afscheid van TMF om over te stappen naar de Vlaamse Media Maatschappij, de omroep die onder meer VTM, Qmusic en het toenmalige 2BE en JIM huisvest(te).

### JIM
Vrijwel meteen na zijn afscheid bij TMF, werd Dhondt eveneens vj bij JIM, de toenmalige concurrerende jongerenzender van TMF. Hij presenteerde er onder meer lange tijd een dagelijks namiddagprogramma aan de zijde van Eline De Munck. Ook kreeg hij er een eigen laatavond-talkshow, getiteld Sean Late Night. In de zomer van 2015 nam hij afscheid van JIM om in ruil op radiozender Qmusic te gaan presenteren.

### VTM/2BE/Q2
In het voorjaar van 2011 was Dhondt te zien presentator van het 2BE-programma The Ultimate Dance Battle. Later dat jaar werd hij op VTM de vaste co-presentator van An Lemmens tijdens de liveshows van The Voice van Vlaanderen, een rol die hij ook in de edities van 2013 en 2014 behield. Ondertussen was hij van eind 2011 tot eind 2012 een van de vaste reporters van het VTM-showbizzmagazine Voor de Show, presenteerde hij in 2012 een tweede seizoen van The Ultimate Dancebattle en was hij in 2014 een van de vaste coaches in de kindertalentenjacht The Voice Kids. In 2020 deed hij dat voor de vijfde maal. Tijdens de zomer van 2016 presenteerde hij samen met Sam De Bruyn iedere week het muziekfestivalmagazine Festivalitis (dat de jaren voordien op het inmiddels stopgezette JIM liep) op 2BE. In het voorjaar van 2017 presenteert Dhondt samen met Rik van de Westelaken het zevende seizoen van Peking Express op Q2. In 2018 presenteerde hij het Vlaamse programma Boxing Stars.
Dhondt is de laatste jaren ook geregeld op VTM te horen als zenderstem en is tot slot het vaste gezicht van de reclamespots rond het digitale aanbod van de zender. Hij was te zien in de eerste aflevering van The Masked Singer als extra gastjurylid. Hij keerde ook terug als gastjurylid in de finale. In 2019 deed hij mee aan De Code van Coppens samen met Laura Tesoro. In 2020 deed hij mee met Allisson Scott.
Hij verving in 2020 Koen Wauters in het programma Snackmasters nadat deze besmet was geraakt met het coronavirus. Ook dat jaar was hij te zien in het programma Een echte job op VTM, waarin hij drie weken lang meedraaide in het ziekenhuis UZ Gent, meer specifiek in het revalidatiecentrum Pulderbos. Tevens was Dhondt op VTM te zien in het zesde seizoen van Liefde voor muziek. In november was er een speciale uitzending ten voordele van Rode Neuzen Dag: Liefde voor muziek: de reünie.

### Als acteur
- Vaiana 2 (2024) - als Maui (stem)
- Lisa (2021) - als zichzelf
- Instafamous (2020) - als zichzelf
- K3 Roller Disco (2018) - als zichzelf
- Vaiana (2016) - als Maui (stem)
- Ella (2011) - als zichzelf

### Als presentator
- Snackmasters (2020) - als vervanger van Koen Wauters
- Blind Getrouwd (2019-heden) - voice-over

### Als kandidaat/jurylid/deelnemer
- De Verraders (2024) - als zichzelf
- The Voice Kids (2022) - als presentator
- Spartacus Run (2022) - deelnemer
- Wat een jaar! (2021) - kandidaat
- The Masked Singer (2020) - gastspeurder (2 afleveringen)
- Liefde voor muziek (2020) - deelnemer
- Code Van Coppens (2019-2020, 2024) - deelnemer samen met Laura Tesoro (2019), Allison Scott (2020) en Vincent Fierens (2024)
- De Slimste Mens ter Wereld (2017) - als kandidaat
- Beste Kijkers (2014) - als deelnemer
- The Voice Kids (2014-2020) - als coach (5 seizoenen)
- The Voice van Vlaanderen (2011-2014, 2017-2021) - als presentator

## Radio
Eind augustus 2015 startte Dhondt op radiozender Qmusic met de presentatie The BSMNT, een avondprogramma dat vooral rond alternatieve muziek draait en waarin geregeld (beginnende) bands kort komen optreden. Het eerste seizoen van het programma liep tot eind juni 2016 en presenteerde hij samen met Marcia Bwarody, van maandag tot donderdag tussen 19 en 22 uur. Het tweede seizoen werd uitgezonden van eind augustus 2016 tot eind juni 2017, maar liep enkel nog op dinsdag en donderdag en dit van 22 tot 1 uur met Vincent Fierens als Dhondts nieuwe co-presentator. In het najaar van 2017 presenteerde Dhondt een eigen radioprogramma op zondag tussen 10 en 12 uur. Vanaf januari 2018 is hij elke werkdag (sinds 2020 van maandag tot donderdag) te horen tussen 13 en 16 uur. In de zomer van 2023 nam hij afscheid van Qmusic. Hij kon daarna aan de slag bij de digitale zender Q-Allstars. In de zomer van 2024 ruilde hij die zender in voor Play Nostalgie.

## Theater
In 2022 speelde Dhondt de rol van Hofkalei Jeroom in de familiemusical De Finale, een samenwerking tussen de Vlaamse televisiezender Ketnet en Studio 100. Op 13 maart vond de première plaats in het Proximus Theater in De Panne.

## Beelden
In 2020 werd Dhondt samen met andere BV's het slachtoffer van catphishing waarbij sextingbeelden - pornografische beelden van Dhondt - zonder toestemming op sociale media werden gedeeld. Dhondt had zich hiertoe laten verleiden door een jongeman die zich als wellustige jongedame ('Eveline') voordeed. De VRT opende hierop een debat rond het gevaar van sexting. Ten minste twee mensen werden aangehouden voor het bezit van naaktbeelden.
Na het Eveline-schandaal, zetten Sean Dhondt en zijn vrouw Allison Scott in april 2021 een punt achter hun huwelijk.

## Wetenswaardigheden
- In 2017 deed Dhondt mee aan De Slimste Mens ter Wereld.

Huidig (anno 2023):
Ulrike D'hauwer · Liam D'hert · Dorothee Dauwe · Tom De Cock · Jana De Wilde · Vincent Fierens · Yoren Linsen · Maxine Janssens · Nils Melckenbeeck · Loore Nelen · Regi Penxten · Jolien Roets · Emma Salden · Jan Thans · Maarten Vancoillie · Matthias Vandenbulcke · Paulien Van der Jeugt · Naomi Vanderpoorten · Vincent Vangeel · Liam Van Haverbeke · Dimitri Wouters
Voormalig (2001–2023):
Dorianne Aussems (2013–2014) · Rik Boey (2010–2013, 2015–2017) · Born (2015–2017) · Herbert Bruynseels (2001–2009) · Anke Buckinx (2007–2016) · Bab Buelens (2020) · Armin van Buuren (2021–2022) · Marcia Bwarody (2013–2017) · Joren Carels (2018–2020) · Séverine Champeaux (2013–2015) · Sam De Bruyn (2015–2020) · Erwin Deckers (2001–2008) · Jolien De Greef (2015) · Anneke De Keersmaeker (2002) · Felice Dekens (2011–2022) · Frederika Del Nero (2011–2012) · Nathalie Delporte (2001–2014) · Serge De Marre (2004–2015) · Eline De Munck (2012–2014) · Bart-Jan Depraetere (2001–2019) · Dries De Vis (2019–2020) · Inge De Vogelaere (2017–2020) · Sean Dhondt (2015–2023) · Elien D'hooge (2019–2021) · Yasmina El Messaoudi (2014–2015) · Evi Geysels (2010–2018) · Elizabeth Gesels (2016) · Violette Goemans (2015–2017) · Jenno Hallaert (2012–2015) · Wine Lauwers (2011–2019) · An Lemmens (2015–2019) · Kris Mannaerts (2006–2011) · Kristin Moers (2002–2003) · Marie Monballiu (2014–2021) · Sarah Mylle (2016–2020) · Johan Notebaert (2001–2002) · Wim Oosterlinck (2006–2020) · Sven Ornelis (2001–2016) · Hans Otten (2002–2003) · Xander Peeters (2011–2013) · Astrid Philips (2011–2014) · Elke Plancke (2012–2013) · Jarne Ponet (2023) · Alexandra Potvin (2001–2009) · Jarne Rediers (2021-2023) · Kürt Rogiers (2008–2015) · Thomas Rottier (2021-2023) · Carl Schmitz (2001–2014) · Elias Smekens (2013–2018) · Kenny Smet (2006–2011) · Toon Smet (2015–2018) · Sara Steegen (2011–2012) · Kenneth Stevens (2006–2016) · Loïc Thaler (2015-2016, 2018-2022) · Shalini Van den Langenbergh (2014–2018) · Julie Van den Steen (2021) · Joke van de Velde (2013–2015) · Elke Vanelderen (2005–2006) · Arne Vanhaecke (2015–2016) · Maureen Vanherberghen (2016–2023) · Elke Van Mello (2008–2010) · Francesca Vanthielen (2001–2002) · Erika Van Tielen (2006–2008) · Heidi Van Tielen (2015–2018) · Bjorn Verhoeven (2001–2012) · Peter Verhoeven (2001–2018) · Steffi Vertriest (2013–2015) · Kristien Wollants (2018–2020)